# Ludfordiano
| Devoniano                                                                                           | Inferiore     | Lochkoviano | Più recente |
| Siluriano                                                                                           | Pridoliano    | -           | 422,7±1,6   |
| Siluriano                                                                                           | Ludloviano    | Ludfordiano | 425,0±1,5   |
| Siluriano                                                                                           | Ludloviano    | Gorstiano   | 426,7±1,5   |
| Siluriano                                                                                           | Wenlock       |             |             |
| Siluriano                                                                                           | Homeriano     | 430,6±1,3   |             |
| Siluriano                                                                                           | Sheinwoodiano | 432,9±1,2   |             |
| Siluriano                                                                                           | Llandovery    |             |             |
| Siluriano                                                                                           | Telychiano    | 438,6±0,1   |             |
| Siluriano                                                                                           | Aeroniano     | 440,5±1,0   |             |
| Siluriano                                                                                           | Rhuddaniano   | 443,1±0,9   |             |
| Ordoviciano                                                                                         | Superiore     | Hirnantiano | Più antico  |
| Suddivisione del sistema del Siluriano secondo la Commissione internazionale di stratigrafia (ICS). |               |             |             |

Nella scala dei tempi geologici, il Ludfordiano rappresenta il secondo dei due stadi stratigrafici o età in cui è suddiviso il Ludlow, la terza epoca del periodo Siluriano, che a sua volta è il terzo dei sei periodi in cui è suddivisa l'era del Paleozoico.
Il Ludfordiano è compreso tra 421,3 ± 2,6 e 418,7 ± 2,7 milioni di anni fa (Ma), preceduto dal Gorstiano e seguito dall'epoca Pridoli.

## Etimologia
Il Ludfordiano deriva il suo nome dal Ludford Park e dal ponte di Ludford, sul fiume Teme, situati nelle vicinanze della cittadina di Ludlow, nello Shropshire, in Inghilterra.
La denominazione di questo stadio fu proposta nel 1980 da un gruppo di geologi inglesi.

## Defininioni stratigrafiche e GSSP
La base dello stadio Ludfordiano non ha ancora una definizione univoca, ma è posizionata vicino alla base della biozona dei graptoliti della specie Saetograptus leintwardinensis.
Il limite superiore, nonché base della successiva epoca Pridoli, è dato dalla prima comparsa dei graptoliti della specie Monograptus parultimus.

### GSSP
Il GSSP, il profilo stratigrafico di riferimento della Commissione Internazionale di Stratigrafia, è localizzato nella cava di pietre di Sunnyhill, presso la cittadina di Ludlow, nello Shropshire, in Inghilterra.

## Suddivisioni
Il Ludfordiano viene suddiviso in quattro biozone di conodonti e tre di graptoliti.
Conodonti:
- Zona della Ozarkodina crispa
- Zona della Ozarkodina snajdri
- Zona della Polygnathoides siluris
- Zona della Ancoradella ploeckensis (ha avuto inizio già nel precedente Gorstiano)

Graptoliti:
- Zona del Monograptus formosus
- Zona del Neocucullograptotus koslowskii/Polonograptus podoliensis
- Zona del Saetograptus leintwardinensis